# Habenaria heptadactyla
Habenaria heptadactyla är en orkidéart som beskrevs av Heinrich Gustav Reichenbach. Habenaria heptadactyla ingår i släktet Habenaria och familjen orkidéer. Inga underarter finns listade i Catalogue of Life.